# 心包積液
心包積液（pericardial effusion，hydropericardium）是心臟周围的心包腔内液体异常增加。症状可能包括胸痛、呼吸困難和疲倦。症狀可能突然发生，也可能逐渐发生。并发症可能包括心包填塞、低血壓、心跳过速、頸靜脈擴張和心音變小聲。
在已開發國家，最常见的原因是病毒性心包炎。其他原因包括感染、自體免疫性疾病、癌症、创伤、後心肌梗塞症候群（栓塞後的併發症）、主動脈剝離、心肌炎、腎衰竭、心臟衰竭、肝硬化和甲狀腺功能低下症。透過心脏超声检查确認诊斷。正常的心包液量在 15 至 50 毫升。
治疗受病因、积液量及患者症状決定。积液量少，可以保守治疗；而积液量大時，需用心包穿刺術治疗。心包积液相對常见。由盖伦在公元 200 年左右，首次描述這個情況。

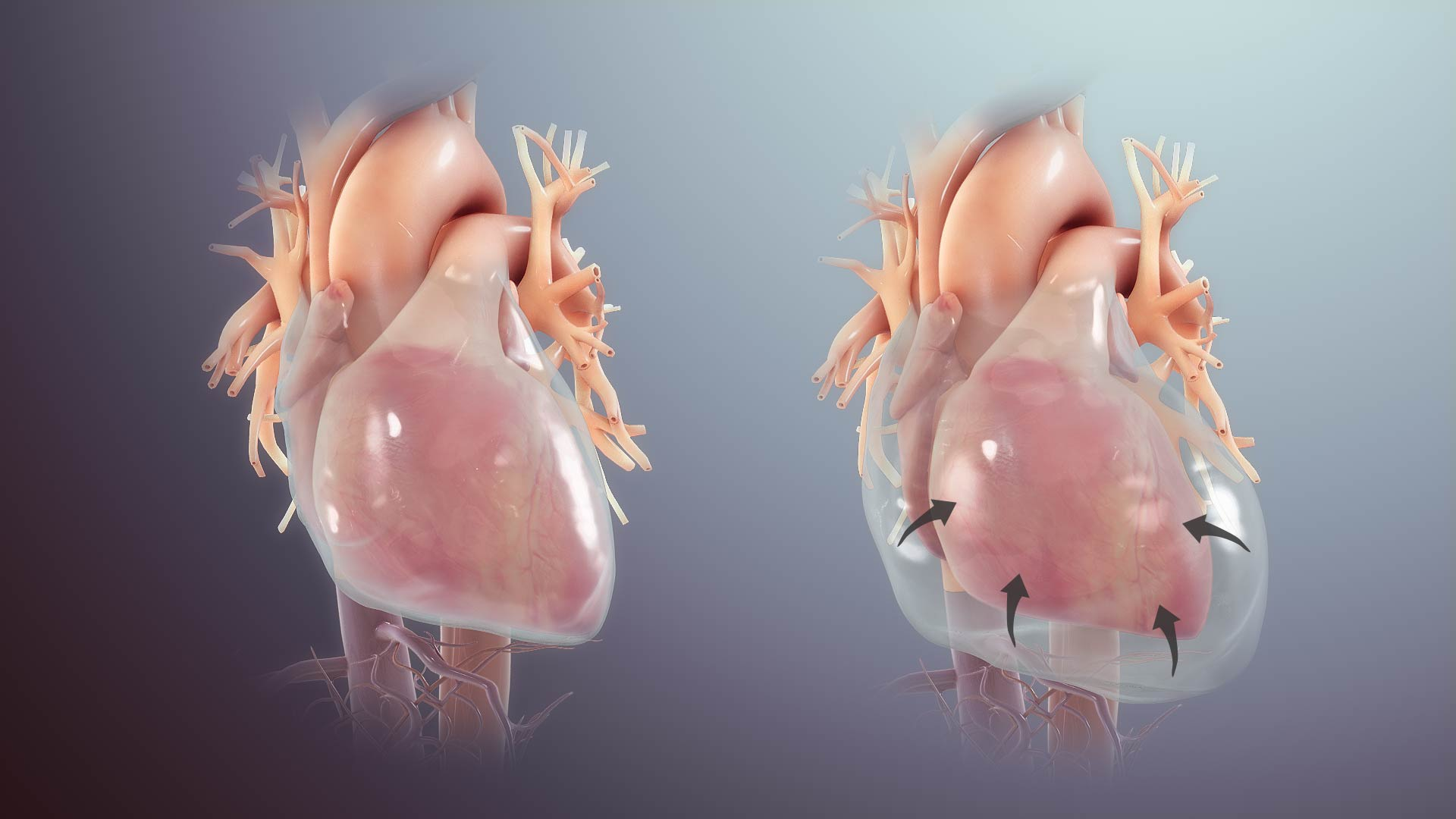
当积聚的液体压迫心脏时，心包积液就会发展为心包填塞